# Cesare Pollini
Cesare Pollini (Padova, 13 luglio 1858 – Padova, 26 gennaio 1912) è stato un pianista e compositore italiano.

## Biografia
Si formò da autodidatta e divenne un buon pianista, fu anche insigne cultore, divulgatore e didatta di storia musicale. Diresse il Conservatorio, che porta ora il suo nome dal 1882 al 1884 e poi ancora nel 1889, e fece di Padova un centro musicale di prim'ordine. Faceva parte della generazione di compositori nati verso il 1850, la «generazione del ponte» composta tra gli altri da Martucci, Sgambati, Bazzini, cioè dai musicisti che in Italia sono stati i pionieri della rinascita della musica strumentale, oscurata dall'egemonia del melodramma ottocentesco.